# أنارك (خبريز)
أنارك (بالفارسية: انارک) هي قرية تقع في إيران في قسم خبریز الريفي. يقدر عدد سكانها بـ 250 نسمة بحسب إحصاء 2016.